# Henry Lacoste
Pour les articles homonymes, voir Lacoste.
Henry Auguste Lacoste, né le 16 janvier 1885 à Tournai et mort le 28 avril 1968 à Bruxelles, est un architecte belge.
Henry Lacoste est un architecte important du XXe siècle en Belgique. Passionné par son art, par l'histoire de l'architecture et les civilisations anciennes, son style particulier l'a souvent fait considérer comme « inclassable » dans les mouvements de son époque.

## Hommage
Henry Lacoste possède une rue à son nom à Chercq dans l'entité de Tournai (Belgique)

### Jeunesse
Henry Lacoste est né à Tournai. Il fait ses humanités gréco-latines à Tournai et après une année de philosophie à Lille, il y conquiert son baccalauréat en 1902. Toute sa vie durant, il devait approfondir ce premier contact avec le monde grec et romain.
Son père dirige un atelier où l'on travaille le métal sous toutes ses formes : forge, serrurerie, dinanderie, etc. Très jeune, il y découvre le goût de traduire dans la matière l'expression de la pensée. Il a la chance de voir ses premiers dessins exécutés sous ses yeux dans l'atelier paternel. Mais très vite le désir de maîtriser l'ensemble d'une œuvre, d'harmoniser toutes les parties d'un édifice, tous les éléments de sa décoration, et d'en faire une «composition» l'oriente vers la carrière d'architecte.

### Études
En 1904, il entre à l'atelier d'Ernest Acker à l'Académie royale des beaux-arts de la ville de Bruxelles. Pendant quatre ans, on peut le trouver tous les jours, après les cours, jusqu'à l'heure de la fermeture à la Bibliothèque de l'Académie où il découvre et étudie inlassablement tout ce que les architectes d'antan ont édifié avant lui. Pour pouvoir y consacrer plus de temps, il se loge tout près de la rue du Midi, si bien qu'à la fin de ses études on peut dire qu'il connaît mieux les trésors de cette bibliothèque que ses maîtres eux-mêmes.
Il obtient son diplôme en 1908, mais son désir de connaître n'est pas assouvi. Il part pour Paris ou il s'inscrit à l'atelier G. Umbdenstoek, pour préparer le concours d'admission à l'École nationale des beaux-arts. Le concours réussi, il choisit comme « Patron » Henri Deglane, qui sera l'architecte du Grand Palais. Ses camarades d'École apprécient vite son habileté de dessinateur et sa vaste érudition. En particulier, Louis Madeline, qui préparait alors le Prix de Rome est heureux de s'assurer son concours. Madeline fut Premier Grand Prix de Rome et de cette collaboration devait naître une de ces amitiés solides qui durent toute la vie entière.

### Carrière et enseignement
Diplômé par le Gouvernement français en 1913, il est chargé de mission aux fouilles entreprises en Grèce par l'Institut de France. Il travaille à la reconstitution des plans du Temple de Delphes sous la direction de MM. Fougères et Courby, à l'École française d'Athènes.
La déclaration de guerre (1914-1918) le surprend en Grèce. Le gouvernement français le rapatrie et il participe à la défense de sa ville natale. Défense dérisoire, vite balayée par l'envahisseur et il se retrouve bientôt désarmé, en pays occupé. Il s'évade clandestinement par la Hollande en avril 1915 pour rejoindre l'Angleterre où il s'engage comme volontaire de guerre dans l'armée belge qui continue à combattre en Belgique sur le front de l'Yser.
Il est envoyé dans le secteur de l'Yser où pendant trois ans, il travaille à sauvegarder le patrimoine du « Veurne-Ambacht ».
Avec ses confrères, feu Servais Mayné et Marcel Dhuicque, il démonte et évacue vers l'arrière toutes les œuvres d'art transportables qui se trouvent exposées dans la zone de feu ; pour les édifices menacés, ils en font des relevés qui constituent pour cette province, les premières archives des Monuments historiques.
Il élève aussi plusieurs monuments funéraires en pierre, en bois, en fer forgé, dans les cimetières des Flandres, pour des combattants tombés au feu de l'ennemi.
Démobilisé en mai 1919, il reçoit, comme sergent, la Croix de guerre avec palme, ainsi que les distinctions attribuées aux combattants volontaires, dont la Croix civique de 1re classe 1914-1918.
Il retourne en Grèce, poursuivre sa mission interrompue par la guerre. L'Institut de France publie en 1920 un volume de dessins et de relevés de sa main: Fouilles de Delphes- Tome II-La Terrasse du Temple (Éd. E. de Boccard, 1, rue de Midi, Paris).
Le 7 mai 1921, il épouse à Tournai Claire Carbonnelle et en août il repart achever sa mission.
À son retour en Belgique, il s'installe à Bruxelles. En 1923 commence une longue carrière d'enseignement : il est nommé professeur à l'Institut supérieur d’Histoire de l’Art et d’Archéologie de Bruxelles. En 1924, le prix du Hainaut lui est décerné récompensant des artistes de la province ayant produit dans tous les domaines de l’art « une œuvre digne d’intérêt ».
En novembre 1926, succédant à Paul Saintenoy, il reçoit la chaire de professeur d'histoire de l'architecture à l'Académie des beaux-arts de la ville de Bruxelles. Deux ans plus tard, il est nommé professeur de composition d'architecture en remplacement du Maître Victor Horta et, en 1930, il devient chef d'atelier et professeur de théorie de l'architecture.
En 1930, il devient l'architecte des Fouilles belges d'Apamée de Syrie, sous la direction du professeur Fernand Mayence. Il participera à 10 campagnes successives, dont il dirigera les dernières.
En 1933, il installe au Musée du cinquantenaire la salle d'Apamée, avec la reproduction grandeur nature d'une fraction du grand portique de la rue Principale. Peu après la Deuxième Guerre mondiale, cette salle a été détruite par un incendie, puis reconstruite. Au cours de ses campagnes, il emmène avec lui plusieurs jeunes de l'Académie, leur donnant l'occasion de voir au passage l'Égypte et la Grèce qu'il avait étudiées avec eux.
En 1931, il fut l'architecte de la participation belge à l'Exposition coloniale de Vincennes et, la même année, il dressait à Rome un grand trophée colonial belge.
À l'Exposition universelle de 1935, à Bruxelles, il fut chargé d'édifier le Commissariat général, le Pavillon de la Vie catholique, les Galeries des arts décoratifs et plusieurs pavillons étrangers.
À l'Exposition de l'eau, à Liège en 1939, il érigea sur le bord de la Meuse le Pavillon du Congo.
De 1939 à 1942, il construisit les deux églises des charbonnages de Zwartberg et Beeringen.
En 1948, il est élu membre correspondant de l'Institut de France.
De 1950 à 1952, il assure la Présidence de la Société centrale d'architecture de Belgique.
C'est en 1950 que le concours généreux et enthousiaste des élèves de l'Académie va lui permettre de réaliser un rêve longtemps caressé : installer à Bruxelles un exemplaire de la maquette du Plan de Rome de Paul Bigot. Ce sont les élèves de l'Académie qui lui ont donné les moyens de l'acquérir, qui ont assuré son transport et son montage. Il réussira à donner un éclat tout particulier à l'inauguration de la Salle de Rome au Musée du cinquantenaire, salle qui, dans son esprit, ne devait être que l'embryon d'une Salle d'architecture et d'urbanisme qui offrirait aux jeunes architectes et aux chercheurs tant de documents précieux; maquettes, plans, relevés, lavis qui, souvent, disparaissent avec leurs auteurs ou restent inaccessibles.
En 1954, il est promu directeur de l'Académie des beaux-arts de Bruxelles, charge qu'il assura jusqu'en 1957. Il fut l'artisan de la remise en valeur du cloître de l'école, qui permit désormais d'exposer dignement les travaux des élèves.
En 1955, il est élu membre de l'Académie royale de Belgique, classe des Beaux-Arts. Il est également membre de l'Académie d'architecture de France. Membre correspondant de la Commission royale des Monuments et des Sites depuis plusieurs années, il en est nommé membre effectif en 1958.
Ses rapports et ses communications à la Commission contiennent des études sur de nombreux monuments de Bruxelles ou du Brabant.
Tout au long de sa carrière, il participa à de nombreuses études d'Urbanisme, notamment pour le tracé de la jonction Nord-Midi à Bruxelles, et pour la reconstruction après la guerre 1939-1945 des villes de Tournai et Namur.
Il est inhumé à Auderghem.

## Réalisations architecturales
- Église Saint Aybert[10] et maison communale de Bléharies (Hainaut). (1919-1925)
- Ossuaire des soldats belges au Père Lachaise[11] à Paris (1922)
- Restauration de la tour dite Sainte-Alène à Dilbeek (1923)
- Son domicile[12] Avenue Jean Van Horenbeeck 145, Auderghem (1926)
- Reconstruction de l'ancien bailliage, le Carillon, Grand place 64 - Réduit de Sion 1 (1928)
- Fondation Reine Elisabeth[13]. Institut de recherches médicales du Professeur P. Nolf à Jette (Hôpital Brugmann)[14]. (1927-1929)
- Sanatorium de Buysinghen[15](Association nationale contre la Tuberculose) Kluisbos 41, 51, Halle (1927-1938)
- Pavillon du Ministère des Colonies à l'exposition coloniale internationale,Paris 1931.
- Plusieurs pavillons de l'exposition de Bruxelles de 1935, dont celui de la Vie catholique et celui du Gouvernement belge.
- Pavillon du Ministère des Colonies à Liège 1939.
- Home Familia[16]et école de plein air à Coq sur mer. (1936-1947) -détruit
- Église Saint Albertus[17] du charbonnage de Zwartberg Genk (1937-1941)
- Église Saint Theodardus[18] du charbonnage de Beeringen (1938-1948)
- Cimetières de Lessines, Tournai, Blandain
- Home RTT[19],[20],[21]  à Oostduinkerke (1948-1962) -détruit
- Transformation (reconstruction partielle et réaménagement) du château de Colonster (Université de Liège), avec Jean Opdenberg (1965-1967)
- Maison située à Tournai entre l'hôtel de ville, le musée des Beaux-arts et le parc communal. Cette maison est connue sous le nom de maison Lacoste (voir photo ci-dessus).

## Galerie

### Église Saint-Aybert

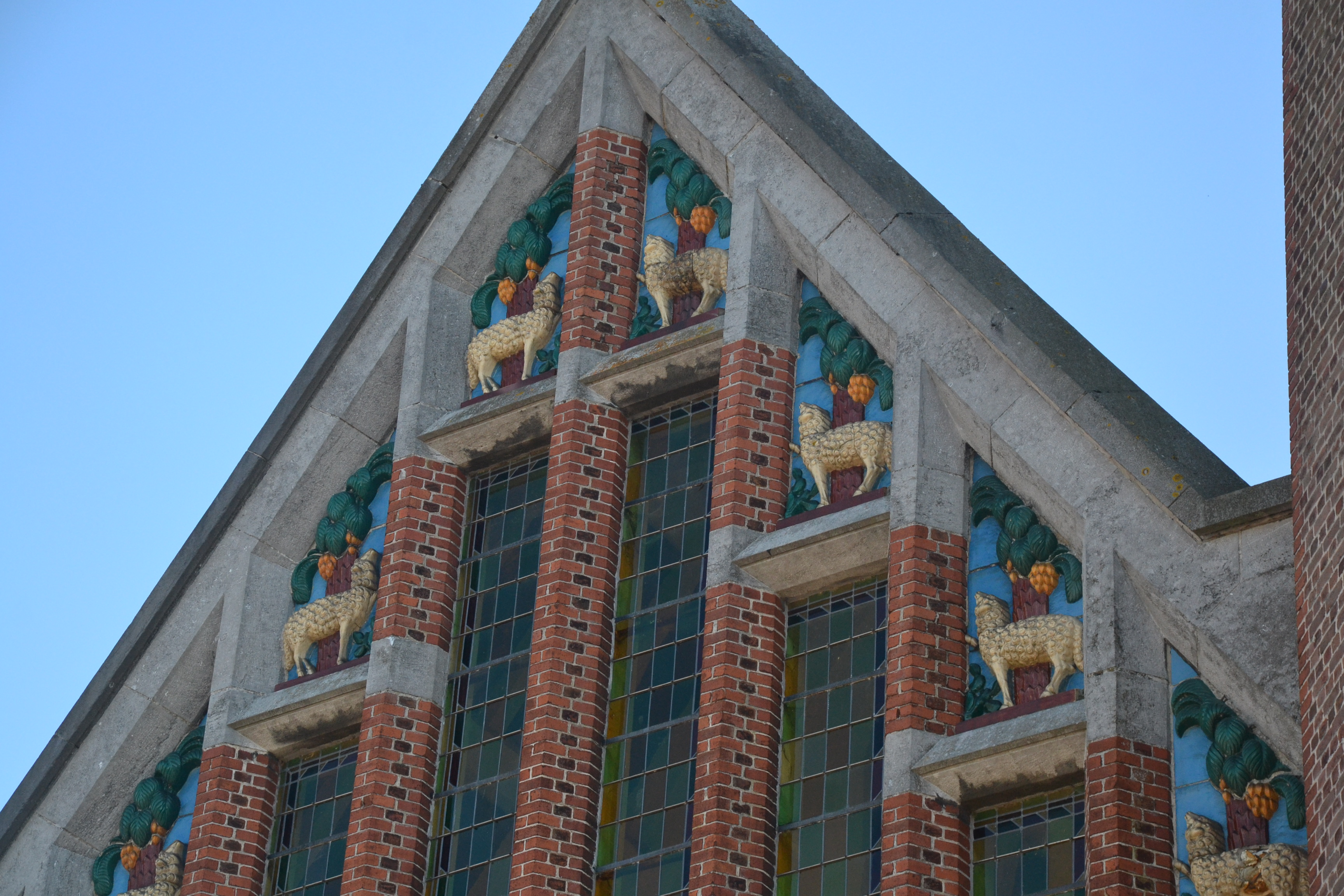
Fronton Eglise
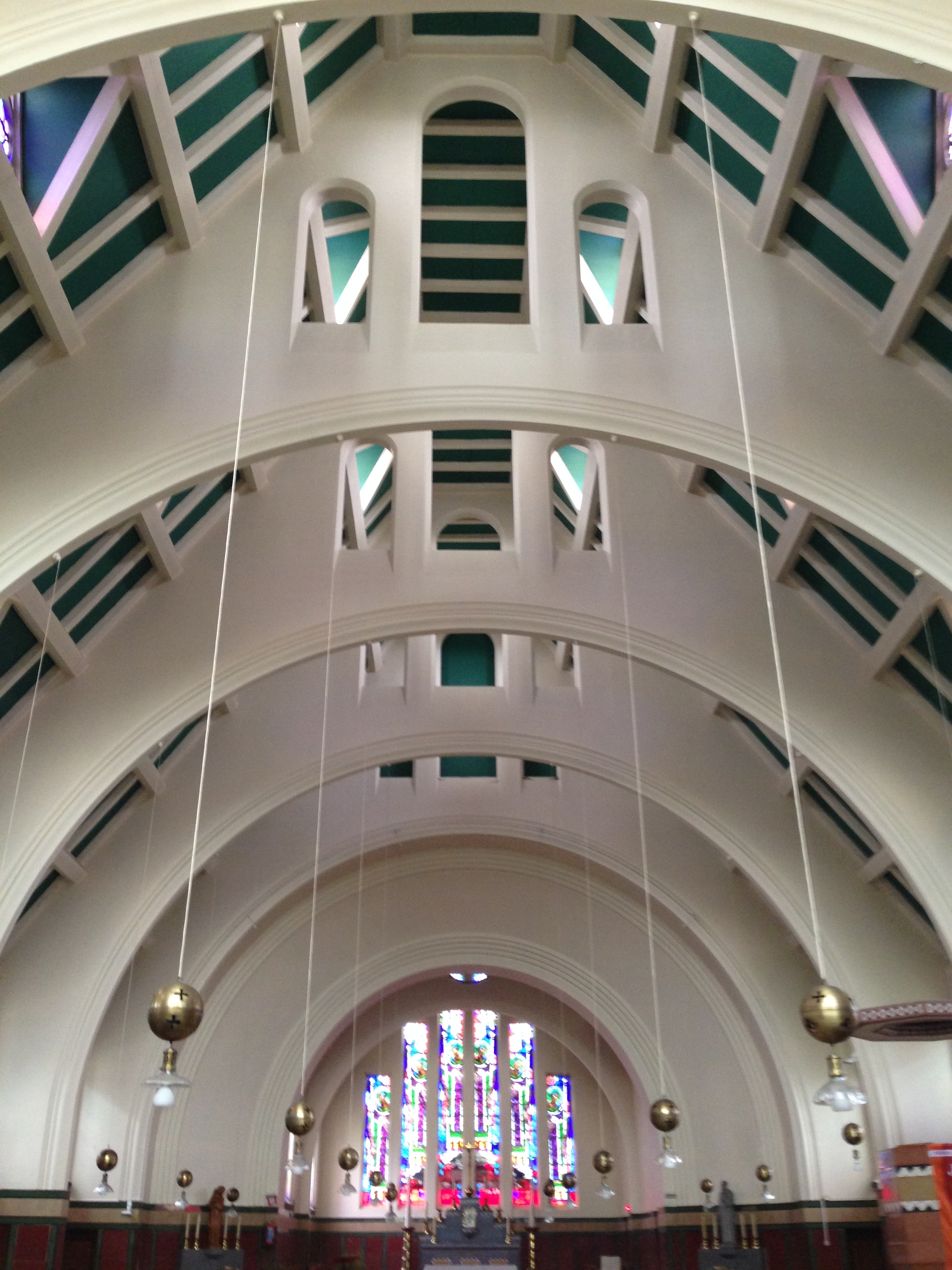
Voute
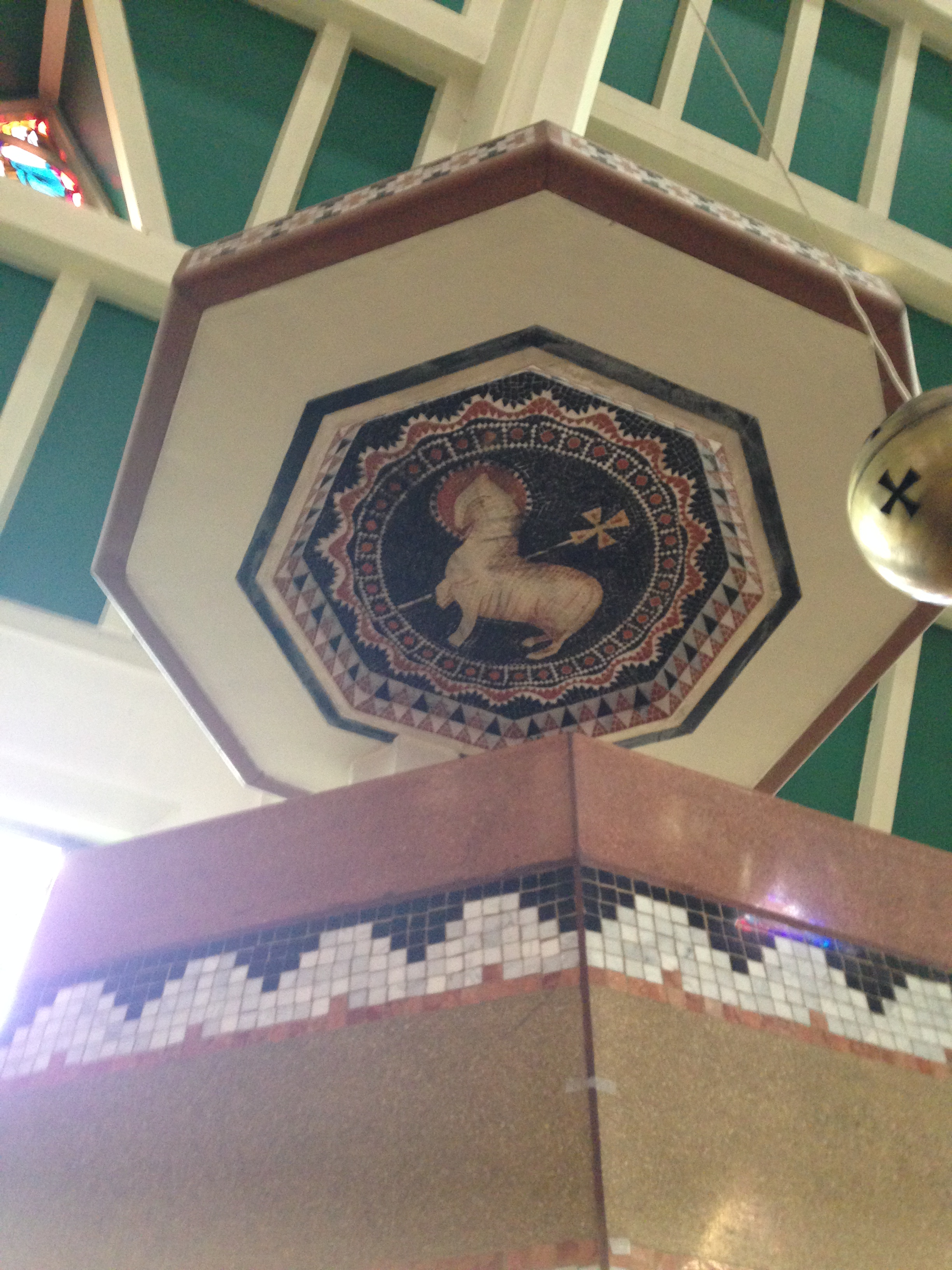
Chaire
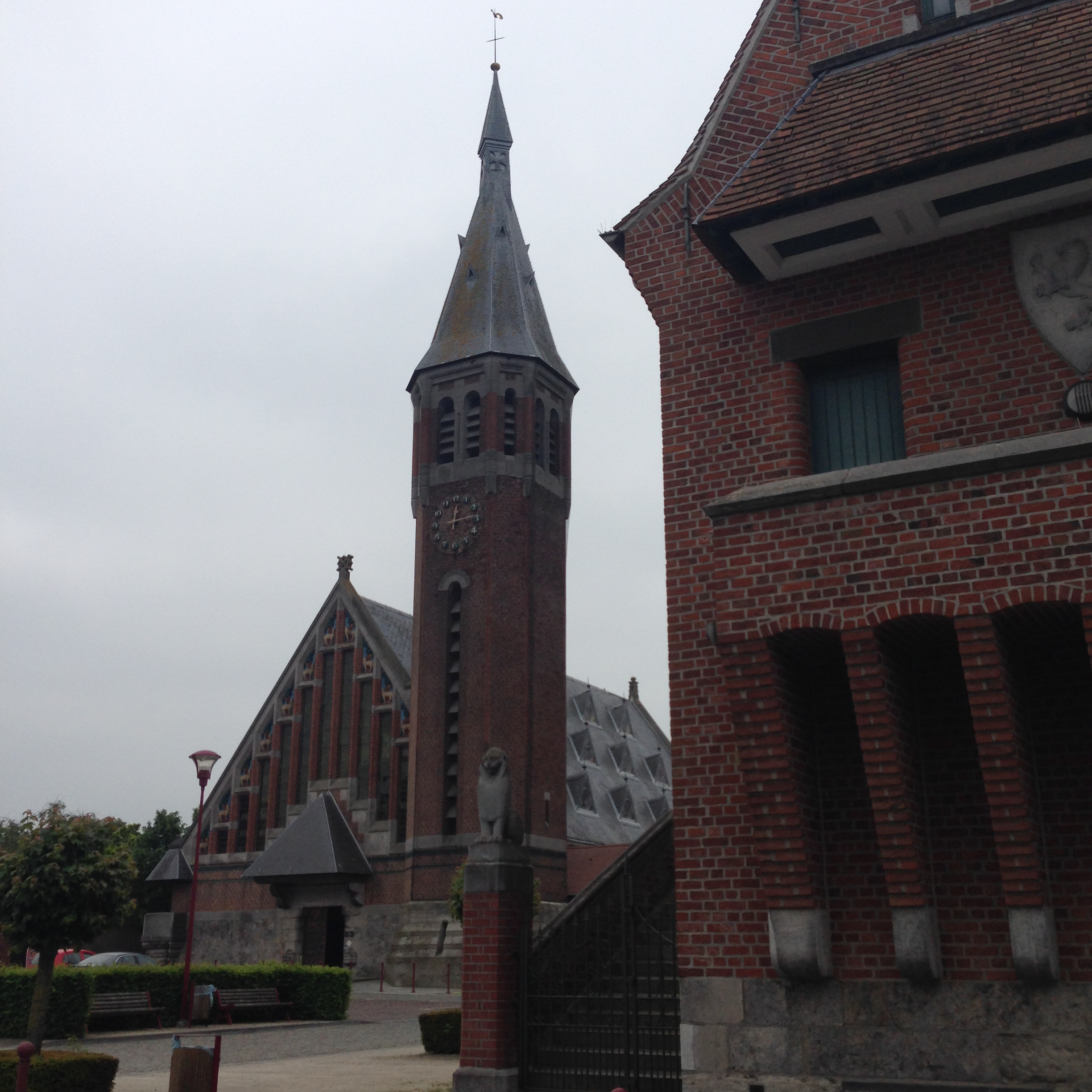
Facade

### Fondation Reine Elisabeth

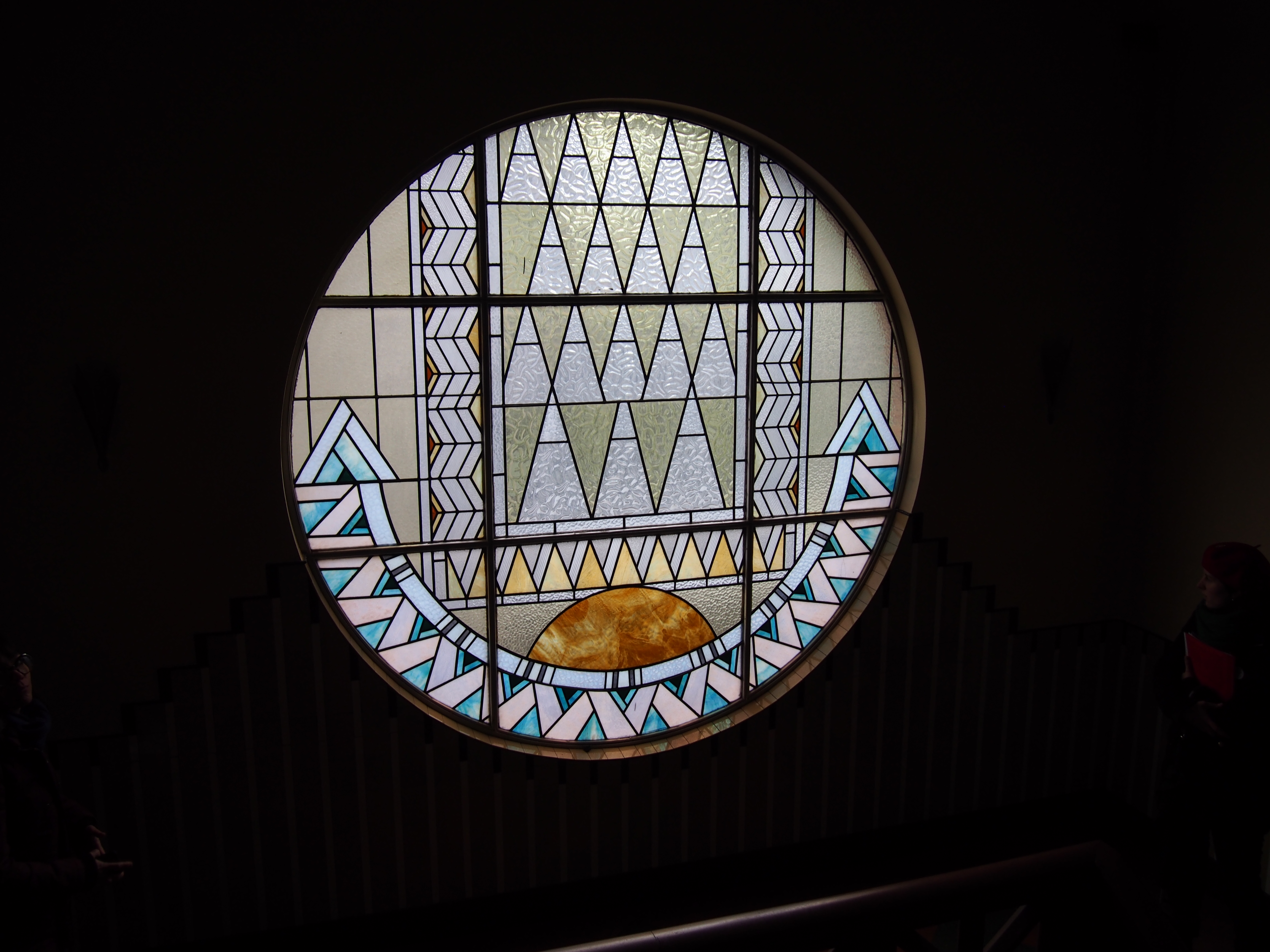
Vitrail escalier résidence
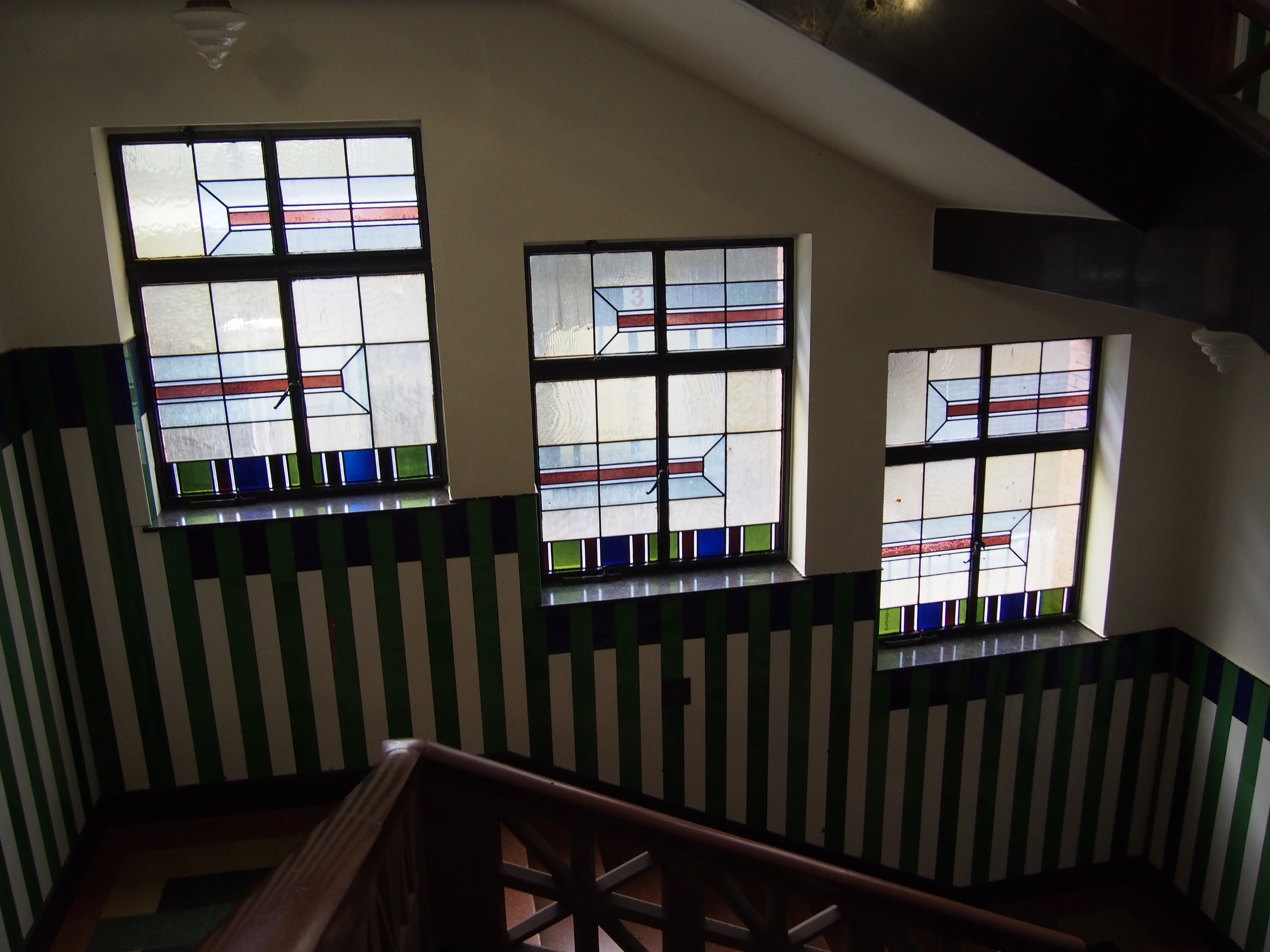
Escalier central
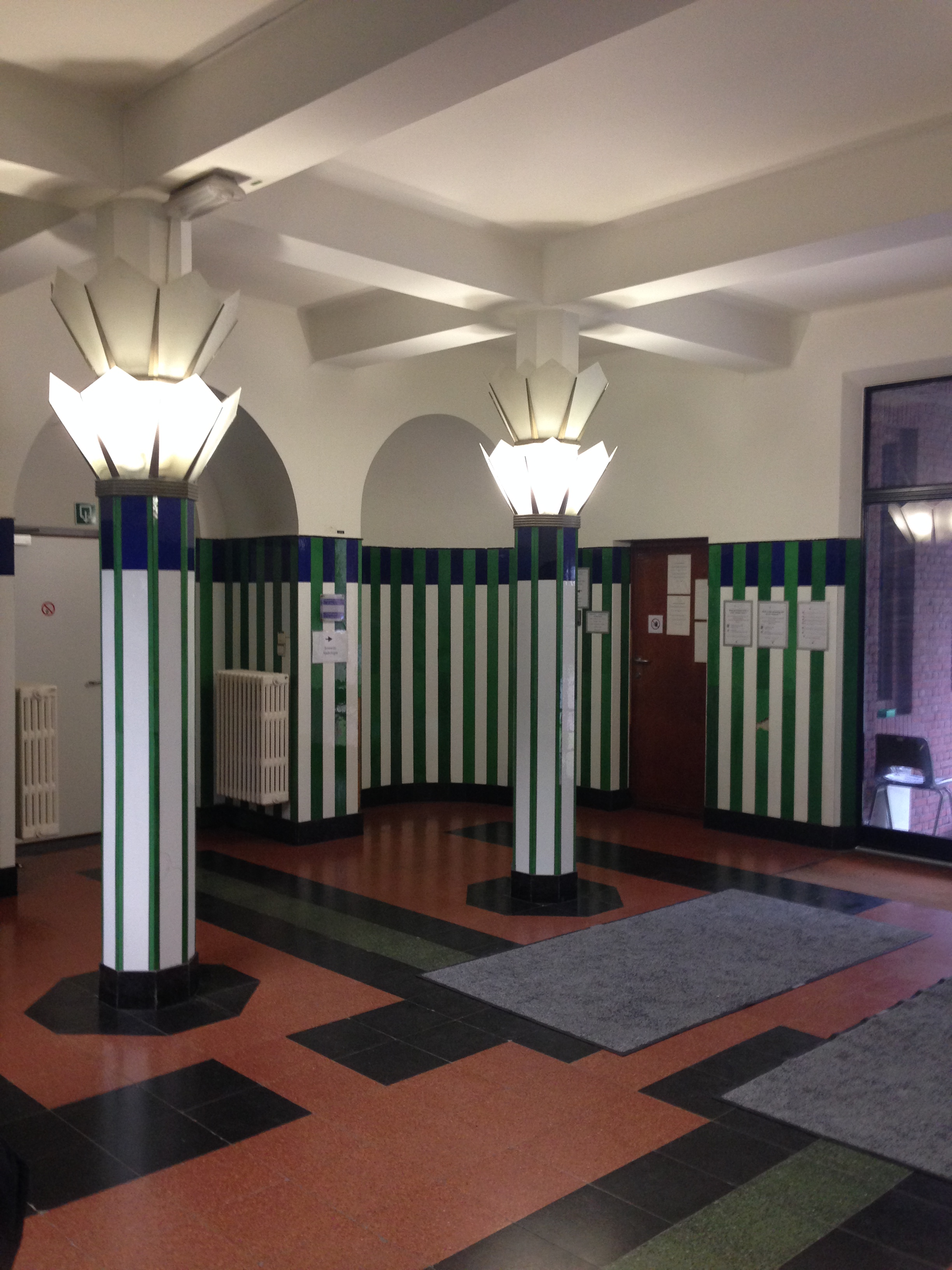
Hall d'entrée
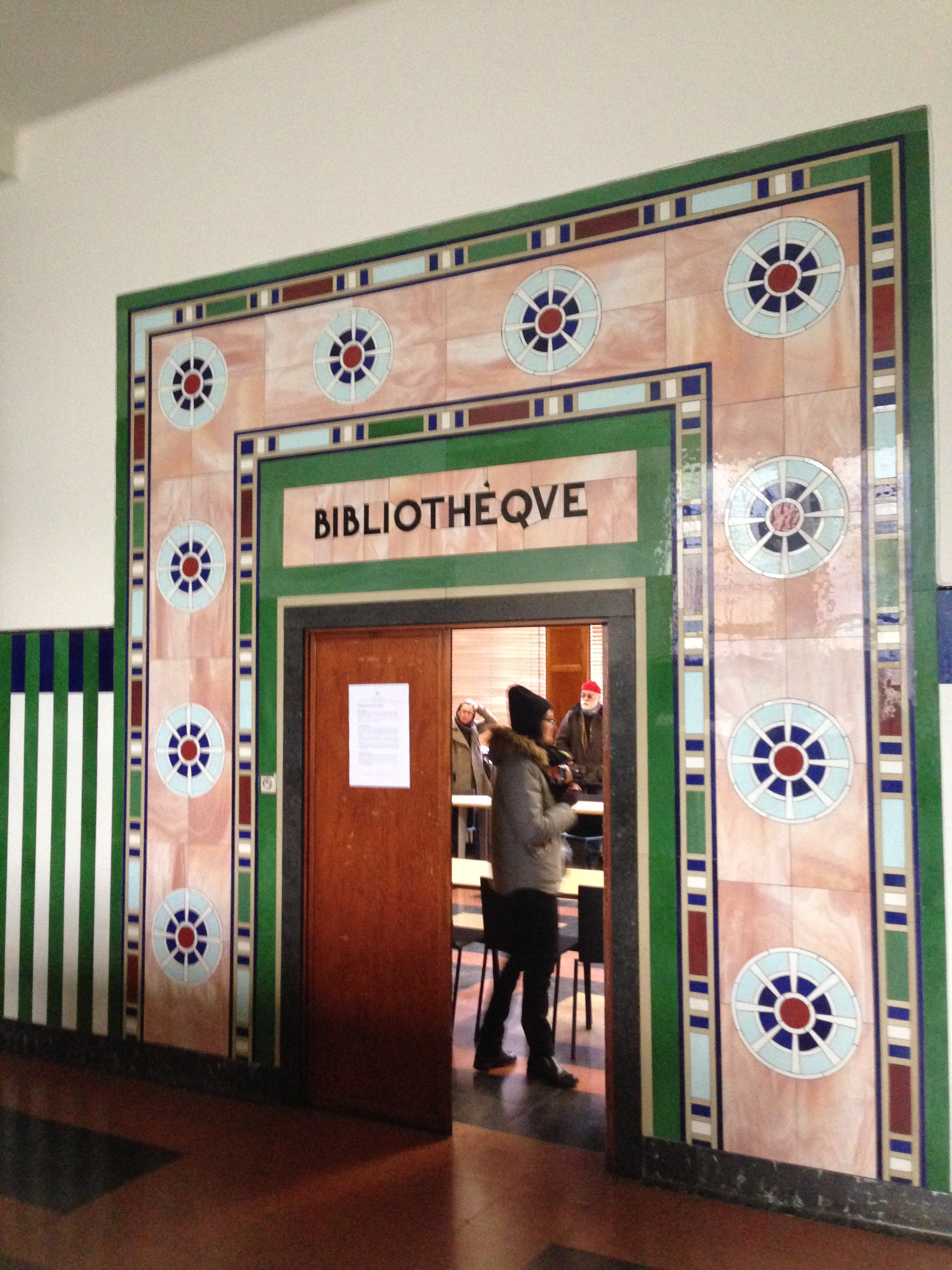
Entrée bibliothèque